# Jean Noblet
Pour les articles homonymes, voir Noblet.
Jean Noblet est un maître cartier parisien du XVIIe siècle.
En 1644, il est encore compagnon cartier quand il signe une résolution des cartiers. Quelques années plus tard, devenu maître cartier, il épouse Marie Fournier et en a un fils, Guillaume, baptisé à l’église Saint-Sulpice le 3 juillet 1647. L’année suivante, on baptise à la même paroisse son fils Jean-Baptiste. En juillet 1659, il est domicilié rue Sainte-Marguerite, à Saint-Germain-des-Prés, et reçoit une donation sous forme de rente d’une riche veuve.
En 1664, il signe l’accord avec l’Hôpital général (à qui Louis XIV avait confié le revenu de l’impôt sur les cartes et tarots), mais, en 1674, il subit une saisie d’articles de papeterie dont les marchands merciers de Paris voulaient se réserver la vente – ce procès, auxquels se mêlent ensuite les maîtres papetiers colleurs de feuilles, va durer jusqu’en 1681, quand les maîtres cartiers se voient reconnaître le droit de vendre du papier. (Dès lors, ils se diront « maîtres cartiers papetiers ».)
Le 13 septembre 1676, Jean Noblet est témoin au contrat de mariage de son neveu Charles Noblet, cartier lui aussi. En avril-mai 1691, en tant qu’« ancien », il signe une procuration qui engage sa communauté. C’est la dernière date connue pour Jean Noblet.
De même qu’on ignore la date de sa naissance, on ne connaît pas celle de son décès.
Le tarot fait par Jean Noblet, maître cartier parisien, est l'un des plus anciens jeux de tarot français conservés, et l’un des plus anciens au type dit tarot de Marseille actuellement conservé (vers 1650). 
L'original est à la réserve du Département des Estampes de la Bibliothèque nationale de France où il fait partie du fonds ancien, peut-être reçu de François Roger de Gaignières. Il ne lui manque que cinq cartes de la série des épées, numérotées VI à X. Son graphisme original, sa petite taille, son authenticité et de nombreux détails signifiants en font un tarot particulièrement attachant.
Il a été réédité (redessiné) par le cartier Jean-Claude Flornoy.